# Казас Ілля Азарійович
Ілля Азарійович Казас (23 лютого 1901, Сімферополь — 8 вересня 1973, Одеса) — радянський агроном, спеціаліст у галузі виноградарства та захисту рослин.

## Біографія
Народився 1901 року в Сімферополі в караїмській сім'ї випускника Сімферопольської чоловічої казенної гімназії, присяжного повіреного Азарія Ілліча Казаса (1865 — ?). Онук кримського просвітителя, педагога та поета Іллі Ілліча Казаса. Мати — Ревекка Соломонівна Казас, сестра милосердя воєнного часу, за словами фольклориста А. К. Кончевського, у 1920-х — 1930-х роках вважалася одним з «видатних знавців та виконавців народної пісні» в Криму.
У 1920-х роках навчався у Кримському інституті спеціальних культур та Харківському сільськогосподарському інституті. У 1925 році закінчив Вищі курси захисту рослин Народного комісаріату землеробства Української РСР. Захистив кандидатську дисертацію за спеціальністю сільськогосподарські науки. На 1945 — начальник відділу Держінспекції з насіннєвого контролю та карантину сільськогосподарських рослин Наркомзему СРСР. До 1947 року працював у Міністерстві сільського господарства СРСР. Засновник та перший директор з 1948 по 1973 рік Всесоюзної науково-дослідної протифілоксерної станції (ВНІФС) в Одесі. Один із організаторів Державної служби з карантину рослин Міністерства сільського господарства СРСР. Розробляв та впроваджував у виробництво комплексну систему карантинних заходів щодо захисту виноградників від філоксери. Керував ліквідацією вогнищ зараження виноградників в Україні, Криму, Молдавії, Краснодарському краї та Азербайджані. Виконував організаційну та пропагандистську роботу в Одеському відділенні Всесоюзного ентомологічного товариства.
Автор восьми винаходів та раціоналізаторських пропозицій. Опублікував 104 роботи з питань екології, динаміки поширення та ліквідації вогнищ філоксери, посадки саджанців винограду під гідробури.
Помер Одесі в 1973 році.
Особистий архів І. А. Казаса зберігається в об'єднаному фонді «Кримські караїми м. Одеси» Державного архіву Одеської області.